# Beaver (banda)
'Beaver (ou 13eaver)' é uma banda de stoner rock formada no final da década de 1980 em Amesterdão nos Países Baixos por Roel Schoenmakers (guitarra e vocal) e Eva Nahon (bateria). Em 1992 Milo Beenhakker (baixo) e Joszja de Weerdt (guitarra) entram para a banda.  É mais conhecida por ter feito um split com o Queens of the Stone Age e por ter feito turnês com bandas como The Obsessed, The Melvins, Fugazi, Kyuss e Rollins Band.

## História
A banda é formada no final da década de 1980 em Amesterdão nos Países Baixos por Roel Schoenmakers (guitarra e vocal) e Eva Nahon (Bateria).  Em 1992 Milo Beenhakker (baixo) e Joszja de Weerdt (guitarra) entram para a banda e no ano seguinte gravam a primeira Demo. Em 1996 o quarteto grava e lança seu álbum de estreia, chamado “13eaver”.
Em 1997 a banda retorna aos estúdios e grava a música “Green” com produção de Josh Homme. Para retribuir, Eva e Milo gravaram a bateria e o baixo de “18 AD”, uma das primeiras músicas do Queens of the Stone Age.  Ambas foram lançadas na coletânea “Burn One Up!” da Roadrunner Records. Em setembro lançam o álbum “The Difference Engine” e em novembro abrem um show do Foo Fighters em Amsterdão.
Em 1998 lançam o Split com o Queens of the Stone Age, que serviu de porta de entrada para novos fãs. No ano seguinte fazem uma turnê em fevereiro com o 35007 e uma em setembro com o Spirit Caravan além de lançar o EP “Lodge”.
Em 2000 a banda fez sua única apresentação nos Estados Unidos da América em Los Angeles com Guy Pinhas no baixo. Joszja deixa a banda e Tos Nieuwenhuizen entra em seu lugar. A banda entra no estúdio em maio e começa a gravar “Mobile” e em novembro sai em turnê novamente com o Spirit Caravan. “Mobile” é lançado em 2001 e a banda se separa no ano seguinte.
Em 2011 a banda faz um breve retorno para uma apresentação única no Roadburn Festival. A formação que se apresentou era a mesma de quando se separaram com a adição de Guy Pinhas como terceiro guitarrista.

## Formação
- Roel Schoenmakers - Vocal e guitarra
- Tos Nieuwenhuizen - Guitarra
- Milo Beenhakker - Baixo
- Eva Nahon - Bateria

## Discografia
- 13eaver (1996)
- Difference Engine (1997)
- Queens of the Stone Age/Beaver (1998)
- Lodge (1999)
- Mobile (2001)